# Primera transición presidencial de Donald Trump
La primera transición presidencial de Donald Trump fue el proceso de cambio de mando entre la presidencia de Barack Obama y la de Donald Trump. La planificación fue dirigida por el vicepresidente electo, el gobernador Mike Pence de Indiana, la cual comenzó antes de que Donald Trump ganara las elecciones presidenciales de Estados Unidos el 8 de noviembre de 2016. La transición fue conducida antes por Chris Christie hasta que él, y un número de partidarios, fueron substituidos por Trump el 11 de noviembre.
Trump fue elegido formalmente por el Colegio Electoral el 19 de diciembre de 2016. Los resultados fueron certificados por una sesión conjunta del Congreso en enero de 2017, convirtiéndose formalmente en presidente electo. La transición terminó cuando fue inaugurado al mediodía del 20 de enero de 2017.

## Procedimientos de transición

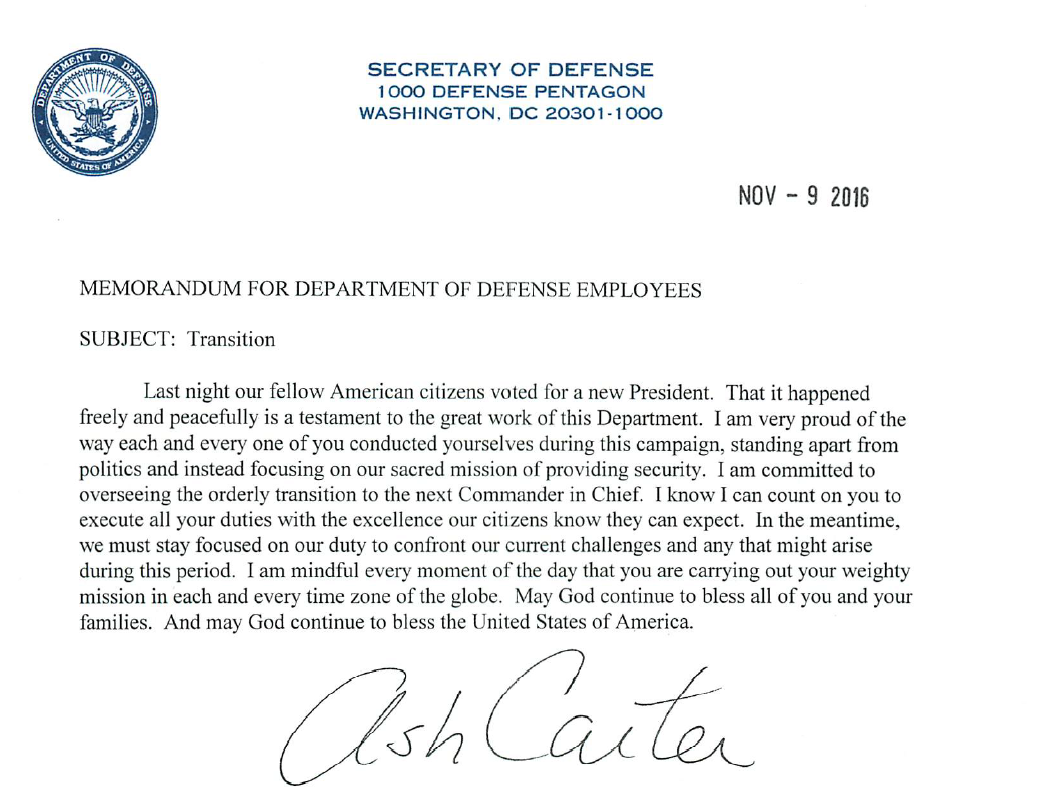
Memo de Ash Carter del 9 de noviembre de 2016.

De acuerdo con la Ley de Transición Presidencial Preelectoral de 2010, la Administración de Servicios Generales (GSA) provee espacio de oficina al equipos de transición de los candidatos. Los equipos de transición también gestionan los fondos gubernamentales para el personal. El gasto en el equipo de transición de Mitt Romney en 2012 fue de U$ 8.9 millones, todos los fondos apropiados por el gobierno de los Estados Unidos.
En virtud de la ley y la costumbre federales existentes, el candidato del Partido Republicano se convirtió en elegible para recibir informes de seguridad nacional clasificados, una vez que su nominación se formalizó en la convención nacional del partido.

### Responsabilidades
Las principales responsabilidades de una transición presidencial incluyen la identificación y la investigación de candidatos para aproximadamente 4.000 puestos de servicio no civiles en el gobierno de los Estados Unidos cuyo servicio es de confianza del presidente, la organización para la ocupación de residencias ejecutivas incluyendo la Casa Blanca,  Círculo de Observatorio y Camp David, servir de enlace con el Comando Estratégico de los Estados Unidos para recibir los Códigos de Oro e informar al personal superior de la administración pública sobre las prioridades políticas de una nueva administración.

### Desarrollos recientes
Una ley promulgada por el Congreso de los Estados Unidos en 2016 requiere que el presidente en ejercicio establezca "consejos de transición" antes de junio de un año electoral para facilitar la eventual entrega del poder.
La Academia Nacional de Administración Pública (NAPA), por su parte, lanzó un nuevo programa denominado "Transición 2016" en 2016. Dirigido por Ed DeSeve y David SC Chu, el programa fue descrito por NAPA como uno que proporciona asesoramiento de gestión y procedimiento a los líderes Candidatos para establecer equipos de transición.